# Роберт Алагьозовски
Роберт Алагьозовски (на македонска литературна норма: Роберт Алаѓозовски) е писател, есеист, критик и преводач от Северна Македония.

## Биография
Роден е в Струмица на 27 октомври 1973 година. В 1992 година завършва гимназия в Скопие. Завършва Филологическия факултет „Блаже Конески“, катедра Обща и сравнителна книжовност на Скопския университет. Магистърската му теза е на тема „Теориско-поетички аспекти на македонската постмодернистичка проза“. Автор е на разкази. Член е на дружеството Независими писатели на Македония. Алагьозовски е редактор в културния отдел на „Студентски збор“. Работи в Македонската телевизия и е сътрудник на Международния филмов фестивал в Скопие.

## Творчество
Автор е на художествени и нехудожествени текстове, на над 150 рецензии, отзиви, есета, статии и изследвания в областта на киното, литературата, театъра и интердисциплинарни теми, публикувани в множество вестници и списания. Алагьозовски е също така автор на няколко преводи на текстове и книги. Носител е на откупна и втора награда на конкурса за кратки разкази на „Студентски збор“ в 1996 и 1997 година.